# Gangstar: Crime City
Gangstar: Crime City è un videogioco Java del 2006 per telefoni cellulari sviluppato dalla Gameloft.
Il videogioco è un clone di Grand Theft Auto e tratta di un gangster che esplora la fittizia città di Crime City (una combinazione di Miami e Los Angeles) alla ricerca di soldi e potenza.

## Armi
I negozi di armi sono simili all'Ammu-Nation di GTA, però il giocatore può acquistarci anche guardie del corpo e ulteriore vita.
Le armi sono una pistola con infinite munizioni, un'IMI Uzi, un AK-47, un fucile ed un lanciatore di missili. Non si possono fare combattimenti corpo a corpo.

## Sequel
Nel 2008 è stato distribuito Gangstar 2: Kings of L.A.